# Bahía Mikoyan
La bahía Mikoyan (en ruso: Залив Микояна, Zaliv Mikoyana), es una bahía del Ártico ruso localizada en la isla Bolchevique, la isla más meridional de Tierra del Norte, administrativamente en el krai de Krasnoyarsk. Sus aguas permanecen congeladas la mayor parte del año, y cuando están libres hay muchos icebergs en el estrecho que forma la boca de la bahía.

## Historia
Esta bahía fue llamada así por la expedición de 1930-1932 al archipiélago liderada por Georgy Ushakov y Nikolay Urvantsev.

## Geografía
La bahía Mikoyan es un cuerpo  de agua en el área nororiental de la isla Bolchevique, la isla más meridional de Tierra del Norte. Se encuentra al suroeste de Cabo Unslicht en la costa del estrecho de Shokalsky de la isla. El promontorio en el lado occidental de la boca de la bahía es el Cabo Baranov
La bahía se extiende en una dirección aproximadamente norte/sur durante unos 17 km. La cuenca dentro de la bahía tiene montañas lisas en ambas vertientes. Tiene unos 5,5 km de ancho, las costas de ambos lados se extienden casi paralelas entre sí hacia el sur de su apertura. Hay dos pequeños islotes en la bahía, Dvukh Tovarishchey (ruso: двух товарищей) cerca de la costa oriental, y el más pequeño Sportivnyy (ruso: Спортивный) 3 km (1.9 millas) más al sur